# Водо
„Водо“ е българска марка за облекло на компанията „Водолей-89“ ООД, предлагаща разнообразни артикули по италиански дизайн, мъжки и дамски дрехи, аксесоари, идеи за облекла за всеки сезон и всички видове тенденции и модели от световната мода. Седалището на фирмата е в Бургас.

## Дамски колекции
Дънки – придържат се към модерната спортна линия и предлагат огромно разнообразие от модели, цветове и стилове.
Роклите на „Водо“ са зареждащи с настроение и провокация. Многообразието им отговаря на различните вкусове и нужди.
Туники – дрехата, която стана номер едно през последните няколко години по целия свят, се предлага от А до Я, за всеки сезон и повод.
Блузи, тениски, панталони и клинове, якета, разнообразие от плетива, козметики и аксесоари.

## Мъжки колекции
Дънки – актуални и красиви по италиански дизайн.
Ризи с модерни кройки и десени.
Сака в разчупени, свежи кройки се предлагат в богата гама от материи и цветове.
Пуловери, суитчъри, блузи, тениски и потници, спортни екипи, долници и къси панталони.

## Обувки и аксесоари
От 2012 година компанията предлага разнообразие от качествени дамски, мъжки и детски обувки. Всяка седмица излизат нови модели на невероятни цени.

## Нови пазари в ЕС
От 2015 година фирмата увеличава присъствието си и извън България. Първата страна в която стъпи е Румъния. Очаква се да има експанзия както на юг към Гърция, така и на запад към Унгария и Словения.